# Kostja Ullmann
Kostja Ullmann (* 30. května 1984, Hamburk, Německo) je německý herec. Známý se stal především jako jedna z hlavních rolí ve filmu Letní bouře (2004). Mezi jeho další filmy patří Prolomit zeď (2008), Povinně nezadaný (2010) a Rubínově červená (2013) a Rande naslepo (2017).